# Alcolapia
Genre
Alcolapia est un genre de poissons d'eau douce africains de la famille des Cichlidae (ordre des Cichliformes).

## Liste des espèces
Selon BioLib (20 novembre 2023), les quatre espèces précédemment classées dans ce genre le sont dans Oreochromis.

## Systématique
Le nom valide complet (avec auteur) de ce taxon est Alcolapia Thys van den Audenaerde, 1969.

## Étymologie
Le nom générique, Alcolapia, n'a pas d'étymologie avérée mais pourrait faire référence aux eaux particulièrement alcalines où vivent ces espèces suivi du suffixe -lapia en lien avec le genre Tilapia.

## Publication originale
- (en) D. Thys van den Audenaerde, « An annotated bibliography of Tilapia (Pisces, Cichlidae) », Documentation Zoologique / Musée de l'Afrique centrale, no 14,‎ 1969, p. 1-406.